# Coniopteryx fumata
Coniopteryx fumata är en insektsart som beskrevs av Günther Enderlein 1907. Coniopteryx fumata ingår i släktet Coniopteryx och familjen vaxsländor. Inga underarter finns listade i Catalogue of Life.